# 47th–50th Streets – Rockefeller Center
47th–50th Streets – Rockefeller Center är en tunnelbanestation i New Yorks tunnelbana, som ligger vid Rockefeller Center, Radio City Music Hall och vid 47th–50th Streets i Midtown Manhattan. Det är en station för Sixth Avenue Line som öppnades 1940.

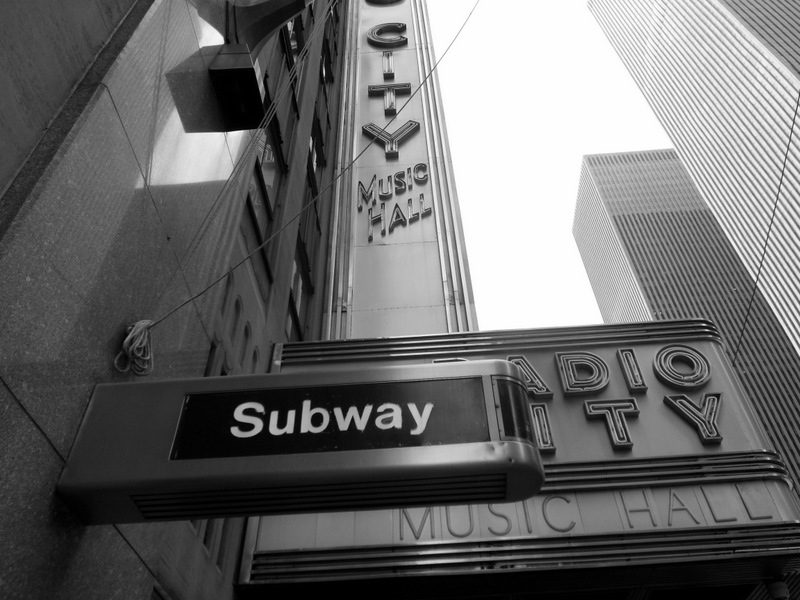
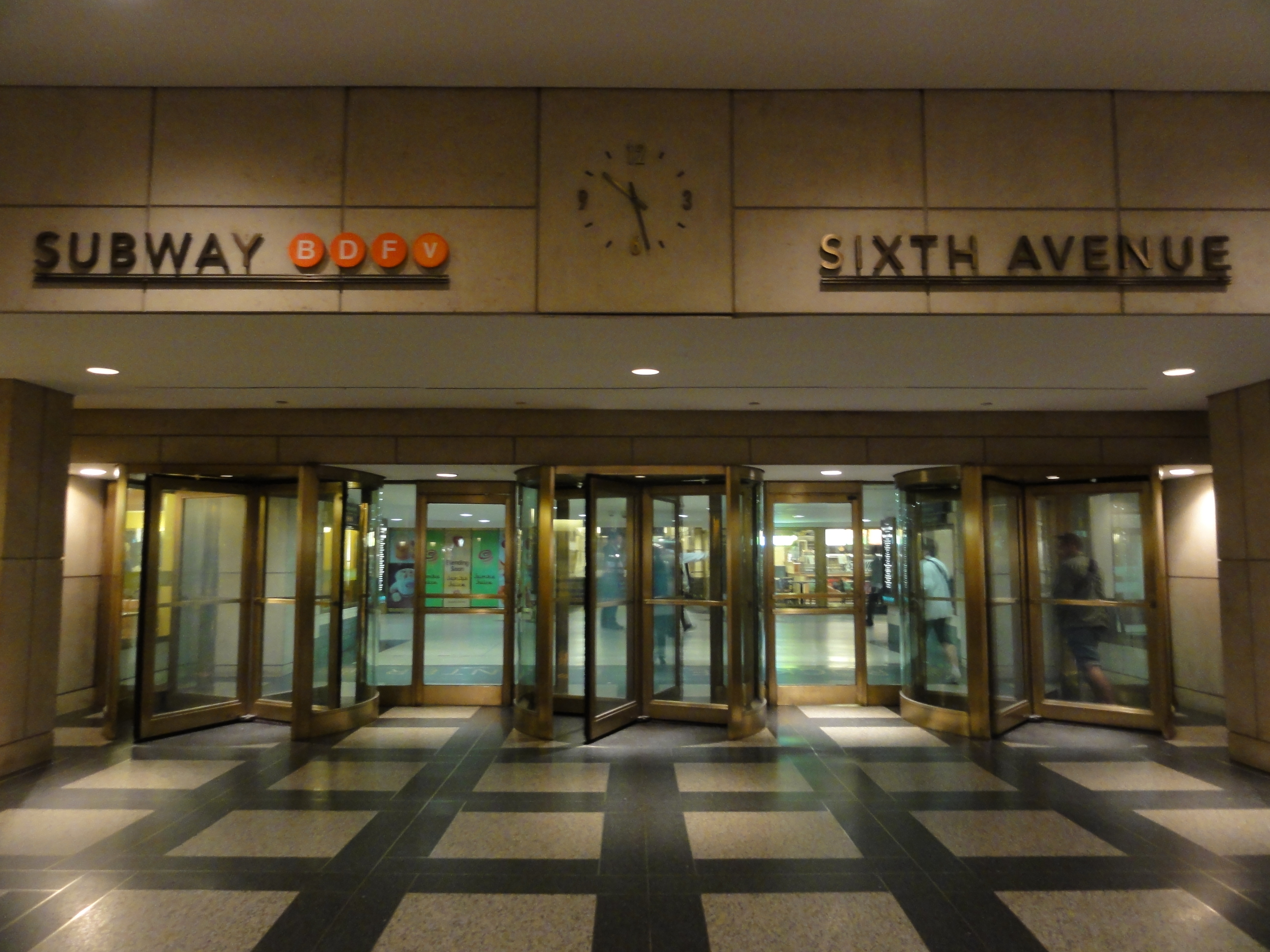
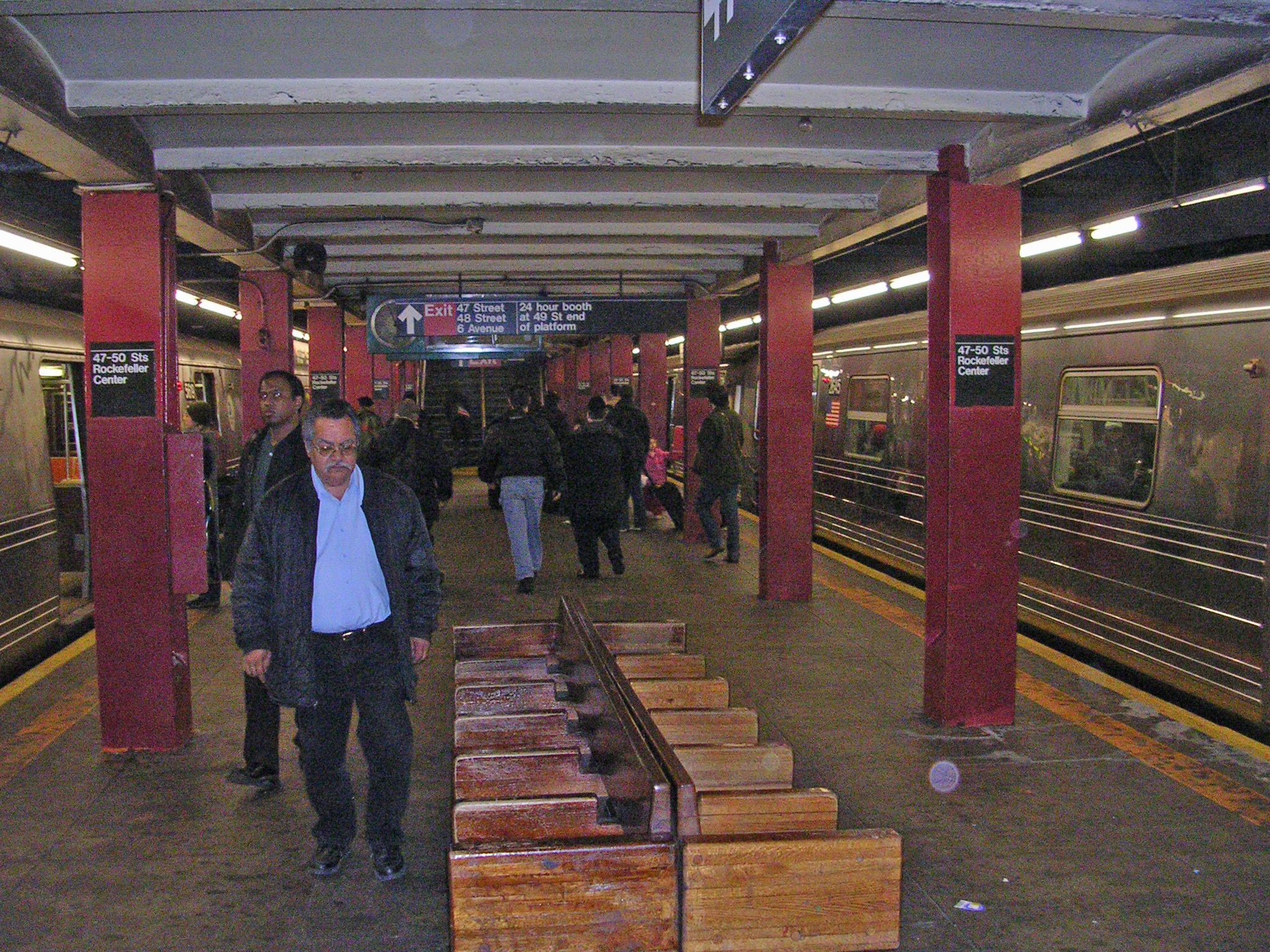
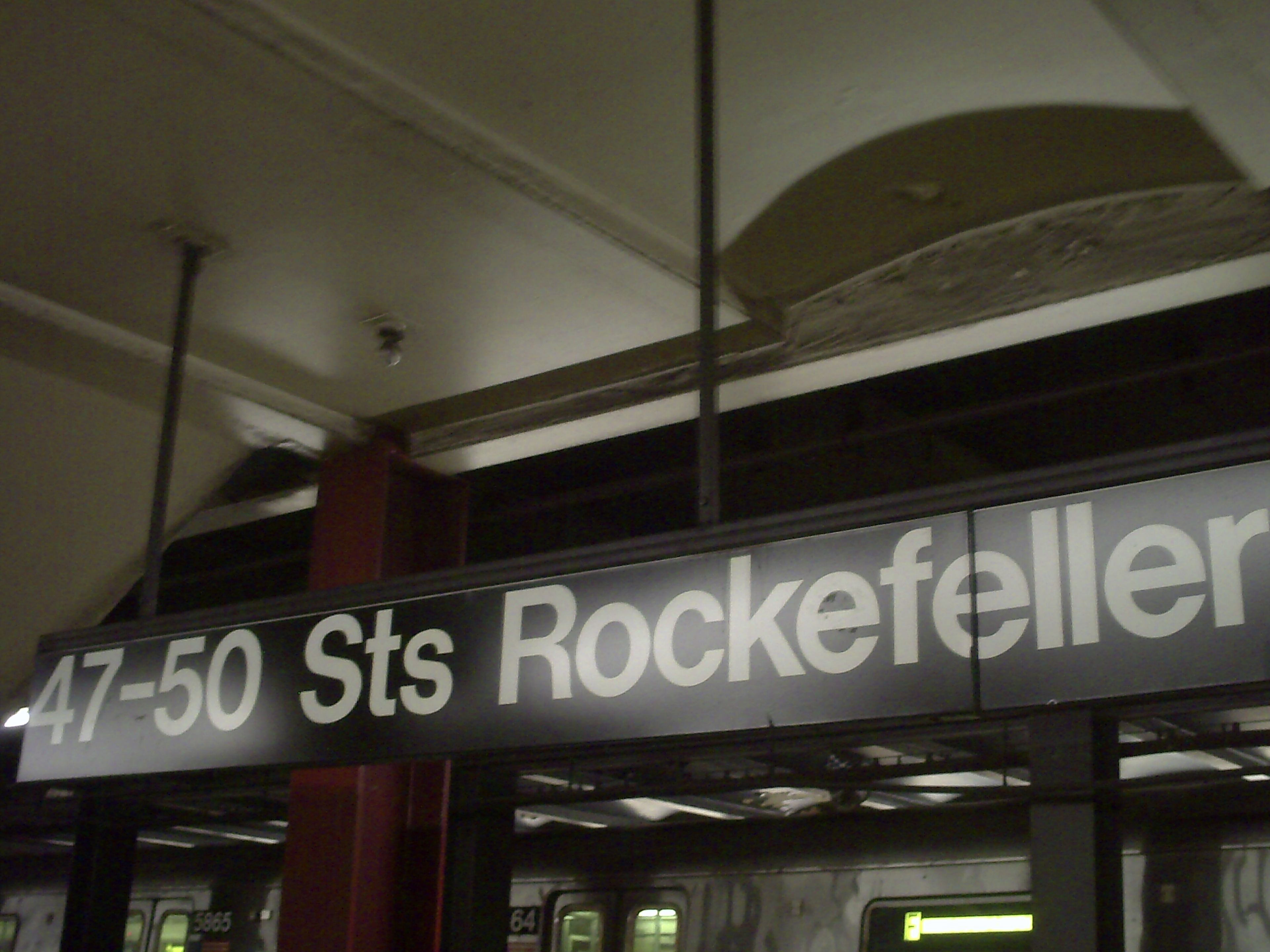
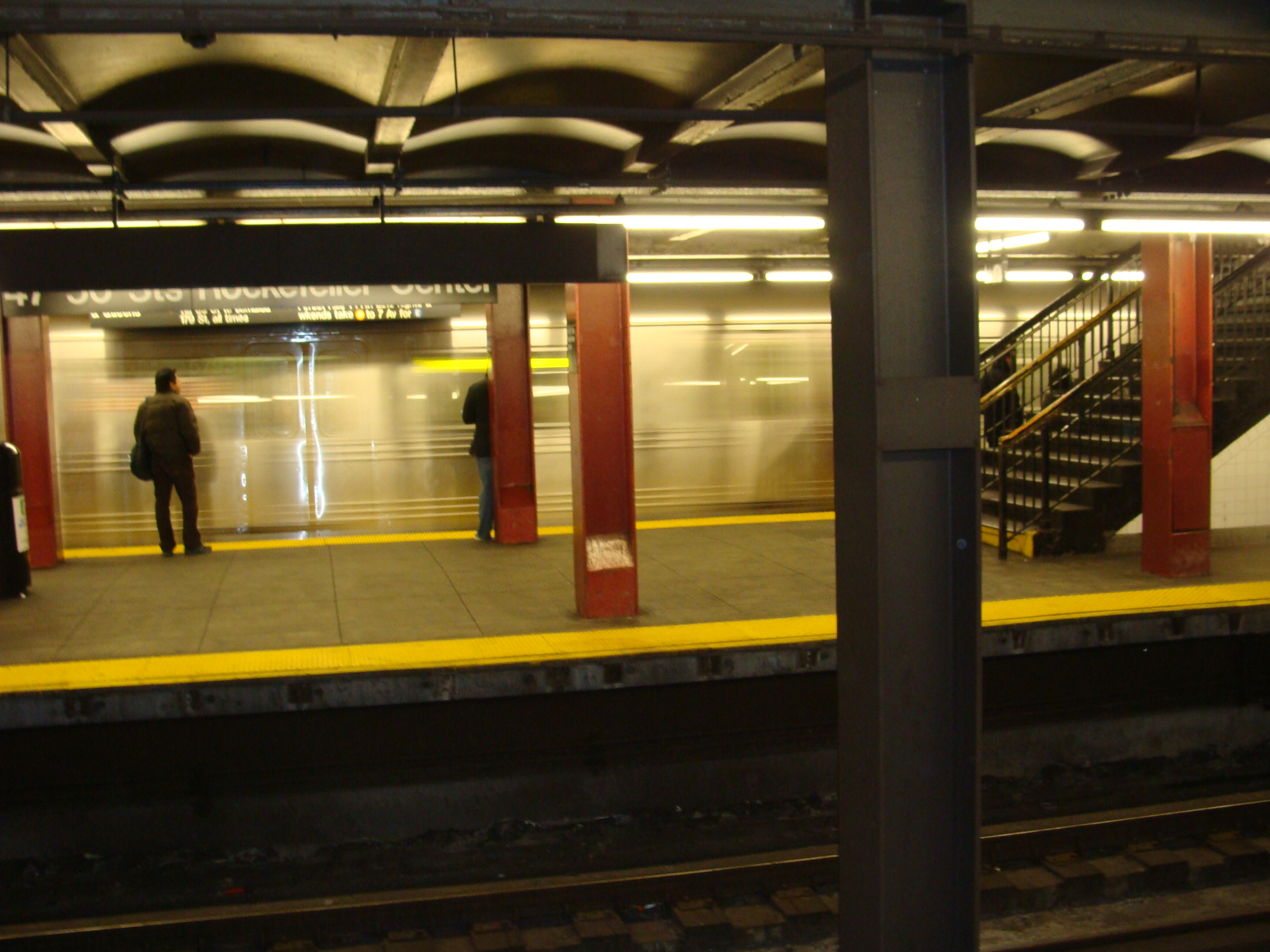
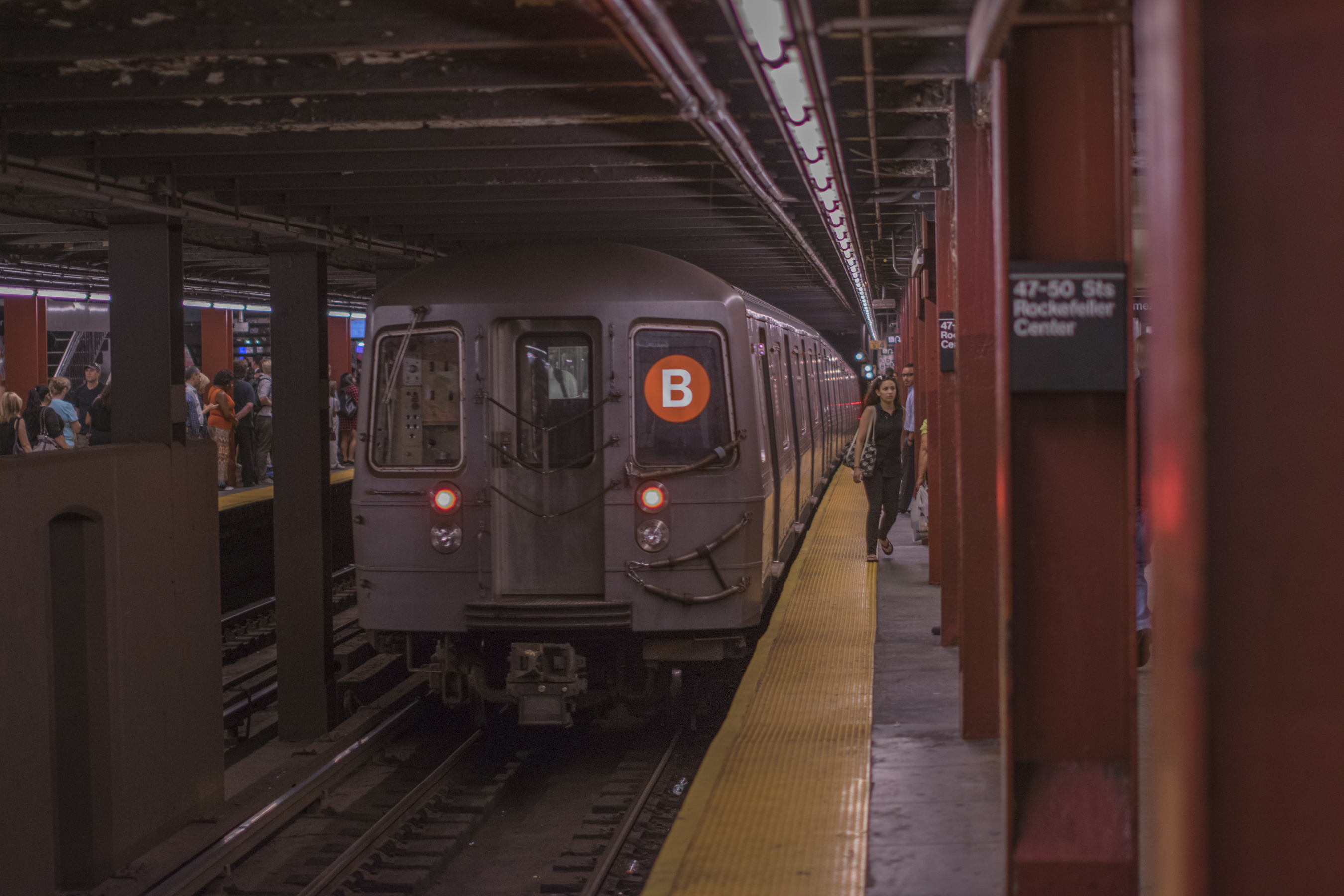